# منتخب تشيكوسلوفاكيا الوطني لكرة الطائرة للرجال
منتخب تشيكوسلوفاكيا الوطني لكرة الطائرة للرجال هو ممثل تشيكوسلوفاكيا الرسمي في المنافسات الدولية في كرة طائرة .